# Veteran (Marques Houston)
Veteran è il terzo album di Marques Houston uscito per la Universal Record nel 2007.

## Tracce
1. "Veteran (Intro)" – 2:28
2. "Like This" (featuring Yung Joc) – 3:51
3. "Always & Forever" – 4:02
4. "Favorite Girl" – 3:33
5. "Circle" – 4:05
6. "Wonderful" – 3:42
7. "Exclusively" – 4:08
8. "How You Just Gonna" – 3:35
9. "Hold N' Back" (featuring Mýa and Shawnna) – 4:23
10. "Kimberly" – 4:24
11. "So Right for Me" – 3:44
12. "Miss Being Your Man" – 3:35

Bonus tracks
1. "Excited" – 3:44 (Target Exclusive bonus track)